# 热罗多
热罗多（法語：Géraudot，法語發音：[ʒeʁodo]）是法国奥布省的一个市镇，位于该省中部偏东，属于特鲁瓦区。

## 地理
热罗多（48°18'32"N, 4°19'22"E）面积16.74 平方千米，位于法国大東部大區奥布省，该省份为法国中北部省份，北起马恩省，西接塞纳-马恩省，西南至约讷省，东南至科多尔省，东临上马恩省。
与热罗多接壤的市镇（或旧市镇、城区）包括：多什、巴尔斯河畔吕西尼、梅尼勒圣佩尔、皮内、鲁伊-萨塞。

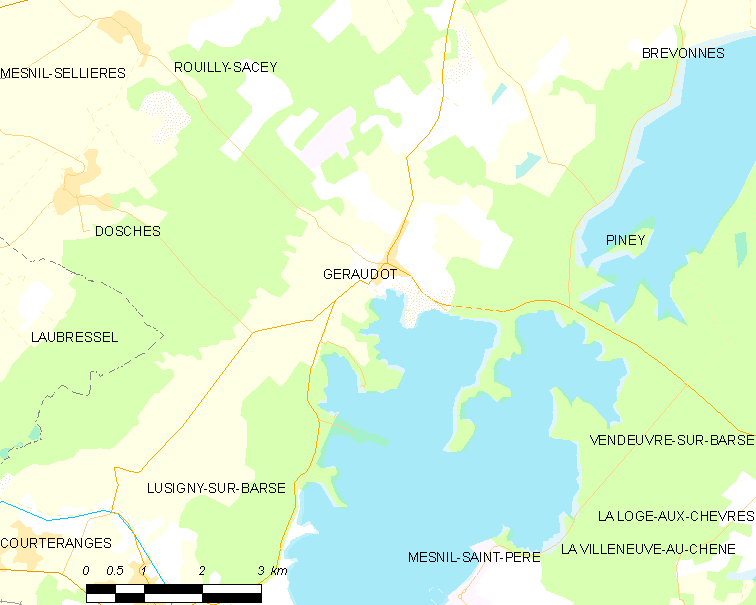
热罗多的OSM定位图

热罗多的时区为UTC+01:00、UTC+02:00（夏令时）。

## 行政
热罗多的邮政编码为10220，INSEE市镇编码为10165。

## 政治
热罗多所属的省级选区为布列讷堡县。

## 人口

1962-2008年间热罗多人口变化图示

热罗多于2022年1月1日时的人口数量为339人。